# Emile Griffith
Emile Griffith (* 3. Februar 1938 auf St. Thomas, Amerikanische Jungferninseln; † 23. Juli 2013 in Hempstead, New York) war ein US-amerikanischer Boxer und Weltmeister im Welter-, Halbmittel- und Mittelgewicht.

## Karriere
Griffith war gelernter Modezeichner und arbeitete in einer Hutfabrik. Der Besitzer der Hutfabrik war ein ehemaliger Amateur-Boxer und entdeckte das Talent seines Angestellten für das Boxen.
Griffith boxte vor allem in New York City. Sein langjähriger Boxtrainer war Gil Clancy. Er war ein Pressure Fighter ohne große Schlagkraft, aber mit hoher Schlagfrequenz und einem „Granitkinn“. Er ging in seiner Karriere nur zweimal K. o., gegen die Legenden Carlos Monzón (erster Kampf) und Rubin Carter.
Seine Laufbahn dauerte von 1956 bis 1977.
1961 gewann Emile Griffith zum ersten Mal den Weltmeistertitel im Weltergewicht. Benny Paret musste sich in der 13. Runde vorzeitig geschlagen geben. Nach einer erfolgreichen Titelverteidigung kam es zum Rückkampf gegen Paret. Sehr umstritten gewann diesen Benny Paret durch eine Split Decision. Nach sechs Monaten kam es zum dritten Aufeinandertreffen: Griffith ging in der sechsten Runde zu Boden, doch stand er wieder auf. In den folgenden Runden zermürbte er seinen Widersacher und stellte ihn derart in der Ringecke, dass Paret trotz schwerer Treffer nicht umfallen konnte. Trotzdem ging Ringrichter Ruby Goldstein lange Zeit nicht dazwischen und brach den Kampf erst ab, als Paret so schwere Verletzungen davongetragen hatte, dass er noch im Ring ins Koma fiel und zehn Tage später starb. Es war der erste Tod eines Boxers, den Millionen Menschen vor dem Fernseher sahen. Paret hatte offenbar zu Beginn der 12. Runde zu Griffith "Schwuchtel" gesagt. Griffith selbst prägte dieses Ereignis so sehr, dass er später manche Knockout-Chance nicht mehr nutzte.
Im Oktober 1962 wurde Griffith auch noch Weltmeister im Halbmittelgewicht (eine Gewichtsklasse über dem Weltergewicht).
Nachdem die Weltmeisterschaftsgürtel zwei Monate später in verschiedene Verbände unterteilt worden waren, musste Emile Griffith erneut die Titel holen. Am 8. Dezember 1962 besiegte er Jorge Jose Fernandez durch TKO in Runde 9, so war Griffith alter und neuer WBA- und WBC-Weltmeister im Weltergewicht.
Den Weltmeisterschaftsgürtel im Halbmittelgewicht verteidigte Emile Griffith erfolgreich zwei Monate später durch TKO in Runde 9.
Einen Monat später musste er nach einer sehr umstrittenen Punktniederlage seine WBC- und WBA-Krone im Weltergewicht wieder abgeben, holte diese beiden Titel allerdings neun Wochen später wieder im Rückkampf. Nach weiteren drei erfolgreichen Titelverteidigungen legte er die Weltmeisterschaftsgürtel 1965 im Welter- sowie im Halbmittelgewicht nieder und stieg ins Mittelgewicht auf.
1966 durfte er schon um die WBA- und WBC-Weltmeisterschaft im Mittelgewicht boxen. Griffith gewann den Fight nach Punkten gegen Dick Tiger. Diese zwei Gürtel verteidigte Griffith zwei Mal erfolgreich, dann musste er die beiden Titel an die Mittelgewichts-Boxlegende Nino Benvenuti abgeben. Im direkten Rückkampf fünf Monate später holte er sie sich allerdings wieder zurück, gab die Gürtel jedoch im dritten Aufeinandertreffen gegen Benvenuti wieder ab. Griffith war erst der zweite Boxer, dem es gelang, Benvenuti zu besiegen, welcher zuvor 71 Mal gewonnen und nur einmal verloren hatte.
Emile Griffith ließ seine Karriere langsam ausklingen. Noch zwei Mal boxte er erfolglos um die WBA- und WBC-Krone im Mittelgewicht.
Gegen den deutschen Weltmeister Eckhard Dagge musste er sich 1976 geschlagen geben. Es ging um den WBC-Titel im Halbmittelgewicht; dieser Fight wurde sehr umstritten durch eine Mehrheitsentscheidung zu Gunsten Dagges beendet.
Außerdem besiegte er den kubanischen Konterboxer Luis Rodríguez, zweimal Dick Tiger und Nino Benvenuti, der ihn aber auch zweimal schlug. Er unterlag zweimal Carlos Monzón; die zweite Niederlage war jedoch umstritten. Am Ende seiner Karriere unterlag er gegen Eckhard Dagge knapp nach Punkten.
1990 wurde er in die International Boxing Hall of Fame aufgenommen. Im Jahr 2005 wurde eine Dokumentation über das Leben Emile Griffiths produziert.
Mit 310 geboxten Runden hält er bis heute den Rekord in geboxten Runden in WM-Kämpfen.
1992 wurde er beinahe zu Tode geprügelt, als er eine Bar für Homosexuelle verließ.
In einem 2008 publizierten Buch sprach Emile Griffith über seine seit Jahren vermutete homosexuelle Orientierung erstmals öffentlich. Unter anderem sagte er: “I keep thinking how strange it is … I kill a man and most people understand and forgive me. However, I love a man, and to so many people this is an unforgivable sin; this makes me an evil person. So, even though I never went to jail, I have been in prison almost all my life.” (Ich muss immer daran denken, wie seltsam das ist... Ich töte einen Mann, und die meisten Leute verstehen das und verzeihen mir. Hingegen, ich liebe einen Mann, und so viele halten das für eine unverzeihliche Sünde, was mich zu einem schlechten Menschen macht. Wenn ich auch nicht im Gefängnis gelandet bin, so war ich trotzdem fast mein ganzes Leben lang eingesperrt.)
Während seiner Laufbahn als Boxer designte er auch Damenhüte.

## Rezeption

### Buch
- Donald McRae: A Man's World: The Double Life of Emile Griffith. Simon & Schuster, London 2016, ISBN 978-1-4711-3236-0.

### Comic
- Reinhard Kleist: Knock out. Carlsen Verlag, Hamburg 2019, ISBN 978-3-551-73363-4.

### Dokumentation
- Ring Of Fire – The Emile Griffith Story. Anchor Bay Entertainment, 2005.

### Oper
- Champion – Terence Blanchard (Komponist) und Michael Cristofer (Libretto) verarbeiteten die Lebensgeschichte von Griffith in einer Oper, die im Juni 2013 beim Opernfestival St. Louis (Missouri) uraufgeführt wurde.[5] Eine Aufführung der New Yorker Metropolitan Opera wurde im April 2023 weltweit in Kinos übertragen.[6]